# 片瀨美月
片瀨美月（日语：かたせ みづき，1996年12月20日—2023年3月21日）是前日本電視藝人和寫真偶像，出生於奈良縣。

## 簡歷
- 曾為童星，後因準備升學考試引退。[1]
- 2021年3月畢業於橫濱國立大學理工學部電子情報系。[2]
- 2023年3月21日去世，得年26歲，訃聞於同月26日公布。[3][4]

## 外部連結
- 片瀬美月 （页面存档备份，存于） 株式会社 entermax
- 片瀬美月@miduking的X（前Twitter）
- 片瀨美月的Instagram帳戶
- YouTube上的ほぼ片瀬美月?頻道